# 위어드 테일스

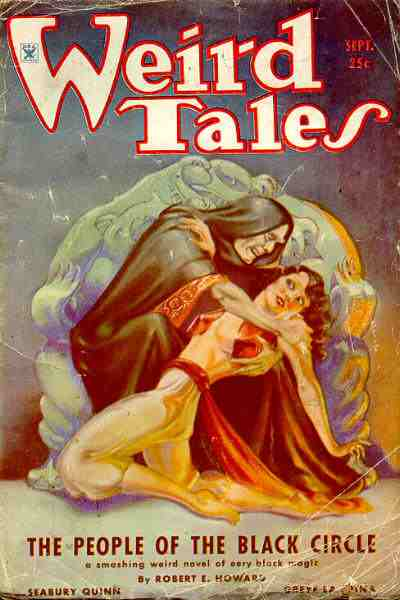
1934년 9월호 표지

위어드 테일스(영어: Weird Tales)는 1923년에 창간된 미국의 펄프 매거진으로, 판타지, SF를 취급했다. 일리노이주 시카고를 기반으로 한다.